# Жулья Сімон
Жулья Сімон (фр. Julia Simon; нар. 9 жовтня 1996, Альбервіль, Франція) — французька біатлоністка, олімпійська медалістка, чемпіонка світу, учасниця змагань на Кубку світу з біатлону. 
Багаторазова переможниця та призерка етапів Кубку світу в особистих дисциплінах (індивідуальна гонка, спринт, гонка переслідування) та естафетах (у тому числі змішаній естафеті та одиночній змішаній).
Чемпіонкою світу Сімон стала на світовій першості 2021 року в словенській Поклюці в одиночній змішаній естафеті разом із Антоненом Гігонною. 

## Результати виступів
Усі результати отримані від Міжнародного союзу біатлону.

### Зимові Олімпійські ігри
Результати на Зимових Олімпійських іграх:
| Подія          | Індивідуальна гонка                         | Спринт                                      | Гонка-переслідування                        | Масс-старт                                  |
| -------------- | ------------------------------------------- | ------------------------------------------- | ------------------------------------------- | ------------------------------------------- |
| 2018 Пхьончхан | (не змагався /була обрана як альтернативна) | (не змагався /була обрана як альтернативна) | (не змагався /була обрана як альтернативна) | (не змагався /була обрана як альтернативна) |

### Чемпіонати світу
| Рік  | Місце       | Індивідуальна гонка | Спринт | Гонка-переслідування | Масс-старт | Естафета | Змішана естафета | Одиночна змішана естафета |
| ---- | ----------- | ------------------- | ------ | -------------------- | ---------- | -------- | ---------------- | ------------------------- |
| 2019 | Естерсунд   | 24                  | 61     | -                    | -          | 8        | 8                | 7                         |
| 2020 | Антресельва | 31                  | 41     | 35                   | 5          | 14       | 7                | -                         |

### Кубок світу
| Сезон   | Загалом | Загалом | Індивідуальна гонка | Індивідуальна гонка | Спринт | Спринт  | Гонка-переслідування | Гонка-переслідування | Масс-старт | Масс-старт |
| Сезон   | Очки    | Позиція | Очки                | Позиція             | Очки   | Позиція | Очки                 | Позиція              | Очки       | Позиція    |
| ------- | ------- | ------- | ------------------- | ------------------- | ------ | ------- | -------------------- | -------------------- | ---------- | ---------- |
| 2016–17 | 29      | 79      | 0                   | -                   | 16     | 69      | 13                   | 73                   | 0          | -          |
| 2017-18 | 42      | 67      | 0                   | -                   | 29     | 60      | 13                   | 66                   | 0          | -          |
| 2018-19 | 415     | 23      | 47                  | 23                  | 168    | 17      | 115                  | 25                   | 85         | 24         |
| 2019-20 | 551     | 8       | 48                  | 3                   | 165    | 5       | 78                   | 9                    | 48         | 13         |

#### Подіуми на етапах Кубку світу
| Сезон   | Місце проведення | Дисципліна                | Місце |
| ------- | ---------------- | ------------------------- | ----- |
| 2018–19 | Хохфільцен       | Естафета                  | 3     |
| 2018–19 | Рупольдінг       | Естафета                  | 1     |
| 2018–19 | Кенмор           | Естафета                  | 3     |
| 2018–19 | Солт-Лейк-Сіті   | Одиночна змішана естафета | 3     |
| 2019–20 | Естерсунд        | Індивідуальна гонка       | 3     |
| 2019–20 | Оберхоф          | Спринт                    | 3     |
| 2019–20 | Оберхоф          | Естафета                  | 3     |
| 2019–20 | Рупольдинг       | Естафета                  | 2     |
| 2019–20 | Поклюка          | Змішана естафета          | 1     |
| 2019–20 | Контіолахті      | Гонка-переслідування      | 1     |

* Результати зі змагань IBU, які включають Кубок світу з біатлону, Чемпіонати світу з біатлону та Зимові Олімпійські ігри .
Оновлено 14 березня 2020 року